# Memento (román)
Memento (česky Pamatuj) je román s reportážními prvky o partě drogově závislých, který napsal český spisovatel a žurnalista Radek John (* 1954). Děj se odehrává v Praze v 80. letech 20. století. Pro jazyk románu jsou charakteristické prvky argotu a slangu toxikomanů, krátké úsečné věty, častá vnitřní řeč a prolínání ich-formy a er-formy. Dílo je subjektivním líčením z pohledu mladíka Michala. Příběh má varovat před narůstajícími problémy s drogami v současné společnosti. Jeho význam tkví také v tom, že je to první dílo, které se této problematice v bývalém totalitním Československu otevřeně věnovalo. V té době byla situace taková, že počet narkomanů sice narůstal, ale veřejně se o tom nemluvilo.

## Děj
Příběh románu se odvíjí ve dvou rovinách. Na začátku se setkáváme s těžce drogově závislým Michalem, který je odvezen do nemocnice kvůli hlubokému zánětu žil. Čas, který tráví v nemocnici, tvoří rámec příběhu, přičemž Michal vzpomíná, jak se ještě během studia na střední škole dostal k drogám a postupně se stále hlouběji propadal do drogové závislosti.
Michal Otava, student gymnázia se po prožití nešťastné první lásky ke spolužačce Olině rozhodne s kamarádem Honzou k útěku z domova. Brzy jsou však dopadeni a Michalův přísný otec vytváří v domácnosti nesnesitelné prostředí. Honza přivede Michala do party pražských toxikomanů, vedené charismatickým Richardem. Michal se zamiluje do závislé dívky Evy a kvůli problémům doma i ve škole snadno sklouzne do drogové závislosti.
Michalovi rodiče si se synem nevědí rady a Michal je krátce na to vyloučen ze školy. Vzápětí odchází na vojnu, kde se mu podaří do jisté míry závislost překonat, avšak po roce vojenské služby se mu podaří uloupit bednu s morfiem, a tak se opět uchýlí k drogám. Po návratu z vojny se Michal propadá do stále větších problémů. Pokusí se žít v domácnosti s Evou, ale pokud nemají přístup k drogám, nedokážou spolu vyjít. Mnohokrát se pokoušejí abstinovat, ale vždy jeden z páru nakonec podlehne a stáhne s sebou i toho druhého. Když vyčerpají Michalovo morfium, pokusí se společně vyloupit lékárnu, ale jsou dopadeni. Michal Evinu spoluúčast zapře a je odsouzen k dvěma letům vězení.
Po návratu se Michal snaží partě vyhýbat, ale znovu ho kontaktuje Honza, který ho přesvědčí, aby spolu začali vyrábět pervitin. Michal, hlavně kvůli Evě (která je v té době rovněž ve vězení), začne s výrobou a jeho závislost se dále prohlubuje. Eva s Michalem čeká dítě, ani tak se však nedokážou vzdát drog, takže Eva brzy na to potratí. Poté Michal ještě několikrát skončí ve vězení nebo na psychiatrické léčebně, avšak nikdy se mu nepodaří závislosti zbavit. Nakonec se během pobytu ve vězení dozvídá, že se Eva během druhého těhotenství otrávila plynem. V té době už Michal natolik trpí stihomamem, že odmítá věřit, že Eva spáchala sebevraždu, nýbrž se domnívá, že Evu zavraždil někdo z party a nyní usilují o jeho život.
Proto se po návratu z vězení spřáhne s několika začínajícími toxikomany a připravuje proti partě pomstu. Jednoho dne se však předávkuje a skončí v nemocnici, čímž román dospěje do výchozího bodu vyprávění.
Po propuštění z nemocnice Michal znovu začne brát drogy a po dalším předávkování je nalezen svou matkou v hlubokém bezvědomí. Lékařům se sice podaří ho po několika dnech zachránit, ale má trvalé poškození mozku na takové úrovni, že již není schopen samostatného života.

### Autorův doplněk
Na zvukové nahrávce autor románu Radek John dodává, že příběh, do značné míry založený na skutečných událostech, měl poněkud jiné rozuzlení. Michalovo poškození mozku se neukázalo jako trvalé a po dlouhodobé léčbě se jej podařilo znovu zapojit do běžného života. Ani to však Michala nedokázalo odvrátit od návratu k drogám a znovu se z něj stal závislý toxikoman. Čtyři roky po vydání románu (tedy v r. 1989) probíhal rozsáhlý policejní zátah na narkomany v Praze. Michalova matka našla svému synovi místo pomocníka v kuchyni na jednom horském hotelu. Zde se měl Michal schovat před raziemi. V horách, když se pěšky blížil ke svému novému působišti, ho na louce zabil blesk.

## Postavy

### Michal Otava
Student gymnázia, má starostlivou matku, která je na něj až příliš upnutá, a přísného otce, bývalého pilota, jenž je na Michala nesmírně tvrdý, protože si přeje, aby z jeho syna bylo něco pořádného. Michal je zpočátku běžný student, ale když se dostane do party, propadne drogové závislosti, kvůli níž zabředá do stále větších problémů. Mezi feťáckou komunitou se postupně stane poměrně populárním, protože vyrábí nejlepší pervitin v Praze – což je malý náznak toho, že Michal opravdu mohl v životě něco dokázat.

### Eva Popelková
Narkomanka, vyrůstající v neúplné rodině s alkoholickou matkou a násilnickým otčímem. Michal se do ní zamiluje a v podstatě ji nikdy doopravdy neopustí. Eva se však na Michala spíše upne, avšak později pochybuje, zda ho vůbec někdy milovala. Zpravidla je to ona, kdo neúmyslně zavleče Michala zpátky do závislosti. Aby si opatřila drogu, je Michalovi několikrát nevěrná, v době jeho pobytu ve vězení dokonce chodí se Standou, jiným klukem z party. Nakonec nedokáže nadále zvládat problémy a spáchá sebevraždu.

### Richard Růžička
Charismatický a manipulativní vůdce party, příklad narkomana, který je přesvědčen, že fetování jej povyšuje na novou úroveň lidství, pomáhá mu otevřít si nové obzory a pozvednout se. Pracuje pro Zdravotnické zásobování, což mu umožňuje poměrně snadný přístup k psychoaktivním látkám. Zároveň je homosexuálně orientovaný a někdy za poskytnutí drogy požaduje po ostatních členech party sexuální služby. Na konci románu se s ním setkáváme v psychiatrické léčebně, kdy z jeho rozumného a povzneseného vystupování zbývá jen karikatura pomateného muže, pronášejícího prázdné řeči.

### Honza Jurišta
Michalův dávný kamarád, učeň automechanik, který Michala poprvé přivede do party. V té době už má problémy s drogami a krátce na to je z učení propuštěn. Má podlézavou a zákeřnou povahu. Michala záměrně seznámil s Richardem, aby z něj udělal předmět Richardova zájmu, a vysloužil si tak Richardovu přízeň. Později Michala vydíráním přes Evu znovu dožene k závislosti a přesvědčí jej, aby spolu vyráběli pervitin. Byl velmi nebezpečný a měl silně negativní působení na lidi ve svém okolí.

### Zdeněk Majer
Jeden z řadových členů party, který žije se svou babičkou a je plně pod Richardovým vlivem. Po babiččině smrti díky zděděným penězům získal poměrně snadný přístup ke droze, což jej dovedlo k paranoidním stavům, takže získal dojem, že Richard a zbytek party mu usilují o jeho život. Nakonec ve strachu před otrávením odmítl přijímat potravu a zemřel na celkové vyčerpání organismu.

### Petr a Dáša
Milenci z party, kteří žijí v bytě Dášiných rodičů (kteří jsou na dlouhodobé služební cestě). Dáša nedokáže přestat s drogami ani během těhotenství a porodí těžce závislé dítě. Petr za krádeže a další delikty končí ve vězení, Dáša v psychiatrické léčebně.

## Vydání
Román vyšel poprvé v r. 1986 a poté ještě v letech 1987, 1989, 1990, 1995, a 2009. V r. 2008 byl vydán také jako zvukový záznam, který namluvil Richard Krajčo. Román byl několikrát přeložen, například do ruštiny, němčiny, slovenštiny, bulharštiny, srbštiny, lotyštiny, ukrajinštiny  a litevštiny 

## Film
Román byl zfilmován již v roce 1987 režisérem Jiřím Věrčákem se Zdeňkem Hruškou v hlavní roli.